# Modèle IBIS
Un modèle IBIS (sigle anglais pour I/O Buffer Information Specification) est un modèle utilisé pour les simulations en électronique numérique.
On trouve la spécification de cette modélisation à l'adresse suivante : http://www.eigroup.org/IBIS/